# Heinz Brücher
Heinz Brücher (Darmstadt, 14 de enero de 1915 – finca Condorhuasi, provincia de Mendoza, Argentina; 17 de diciembre de 1991) fue un botánico, genetista alemán, miembro científico-militar de la "Unidad Especial de Ciencias" de la SS Ahnenerbe.

## Biografía
Nacido en Alemania y nacionalizado argentino, trabajó como profesor de botánica en Argentina y otros países de América del Sur. Se desempeñó como asesor de la UNESCO en biología.
Obtuvo su PhD en 1938 en la Universidad de Tubinga, en Botánica. En 1937 siendo aún estudiante fue afiliado junto a miles de estudiantes compulsivamente a las juventudes hitlerianas, a pesar de su rechazo al régimen ya que contaba con una pareja judía.
En junio de 1943, teniendo 27 años, Brücher es comisionado con una expedición a la URSS. El capitán SSHauptsturmführer Konrad von Rauch y un intérprete identificado 'Steinbrecher' también participaron de la expedición.
En estas misiones, lo más significativo fue la requisa, transporte y preservación de las enormes colecciones mundiales de germoplasma vegetal que fueron parte del legado de Nikolái Vavílov, y que estaban completamente abandonadas ante el pseudocientificismo del lysenkoismo.[cita requerida] Se trasladó al "Instituto de Plantas de las SS", en el castillo de Lannach, Graz, Austria.
En el verano boreal de 1943, Brücher siembra varias muestras de cebada y de trigo, concluyendo que en dos campañas tendría semillas mejoradas.
De todos modos, el comando solo reunió muestras almacenadas en las "Estaciones de Investigación Agrícola" de los territorios ocupados por las tropas alemanas, principalmente Ucrania, y Crimea, que si bien eran 200 Unidades entre Minsk y la península de Crimea, en territorio todavía ocupado por los alemanes, el banco de genes principal de Leningrado no se vio afectado. Durante este período se casó con Ollie Berglund. Luego se mudó a Argentina, donde concursó en 1948 para la cátedra de genética y botánica en la Universidad Nacional de Tucumán. Posteriormente trabajó en Caracas (Venezuela), Asunción (Paraguay) y luego en Mendoza y Buenos Aires (Argentina). También trabajó en Pretoria (Sudáfrica) en 1964-65.
En febrero de 1945, a Brücher se le ordena destruir los 18 centros de investigación, para evitar su segura captura por las fuerzas soviéticas. Él se negó, y luego de la guerra, Brücher emigra a Argentina obteniendo asilo político, siendo en 1948, profesor de Genética y de Botánica en la Universidad Nacional de Tucumán (Tucumán, Argentina), luego en la Universidad Central de Venezuela de Caracas, Asunción, y finalmente en Mendoza y en Buenos Aires.
El 17 de diciembre de 1991 fue asesinado en su finca Condorhuasi, en la provincia de Mendoza, Argentina. Su asesinato se habría producido a consecuencias de un robo al domicilio. Sin embargo, algunos sugirieron que Brücher trabajaba en un virus contra las plantas de coca, y los "señores de la droga" lo mandaron asesinar.

## Algunas publicaciones

### Libros
- Historia de los granos (1950)
- Origen, evolución y domesticación de plantas tropicales, 1977
- Plantas útiles de origen neotropical y sus parientes silvestres, 1989
- La abreviatura «Brücher» se emplea para indicar a Heinz Brücher como autoridad en la descripción y clasificación científica de los vegetales.[5]

## Fuente
Traducciones de los artículos en lengua inglesa y alemana de Wikipedia.